# بيل جيفريز
بيل جيفريز هو سياسي نيوزيلندي، ولد في 1945 في ويلينغتون في نيوزيلندا. نشط حزبياً في حزب العمال النيوزيلندي. وقد انتخب وزير العدل ‏ (4 أغسطس 1989 – 2 نوفمبر 1990) وانتخب عضو مجلس النواب النيوزيلندي ‏.